# Ismaïla Sarr
Ismaïla Sarr (Saint-Louis, 25 febbraio 1998) è un calciatore senegalese, attaccante del Crystal Palace e della nazionale senegalese, con cui si è laureato campione d'Africa nel 2022.

## Biografia
Suo padre lavora in una fattoria, lo stesso Ismaïla lo ha aiutato economicamente comprandogli del bestiame..È sposato con Fatou.

## Caratteristiche tecniche
Gioca come ala destra, ma può prestarsi anche come punta centrale e ala sinistra, militando nel Crystal Palace è stato impiegato anche come trequartista. Nell'estate del 2019 viene indicato dall'UEFA come uno dei 50 giovani più promettenti per la stagione 2019-2020.
Dotato di atletismo e precisione balistica, Sarr riesce a muoversi bene negli spazi liberi, è un bravo rigorista, è veloce ed è abile nel tagliare, destro naturale, possiede una buona potenza di tiro.

## Carriera

### Club

#### Metz e Rennes
Inizia a giocare in Patria nella Génération Foot di Dakar, dove rimane fino al 2016. Nell'estate di quell'anno si trasferisce in Francia, al Metz, neopromosso in Ligue 1. Debutta il 13 agosto alla prima giornata di campionato, una vittoria casalinga per 3-2 sul Lilla nella quale subentra al 73'. L'8 febbraio 2017 segna il suo primo gol al 46' nella vittoria casalinga per 2-1 sul Digione in Ligue 1,con il medesimo risultato si conclude la vittoria contro il Nancy dove Sarr realizza una rete, riesce a segnare un gol pure contro il Caen e il Saint-Étienne pareggiandi entrambe le partite per 2-2.
Nell'estate del 2017 si è trasferito a titolo definitivo al Rennes, evento che ha fatto scalpore in quanto il senegalese preferì tale club al Barcellona. Esordisce con il nuovo club il 5 agosto 2017, nella gara di campionato contro il Troyes. Sigla la sua prima marcatura il 26 agosto seguente, contro il Tolosa perdendo per 3-2.
Nella stagione successiva, Sarr esordisce in Europa League il 20 settembre 2018 contro il Jablonec e trova contestualmente la sua prima rete europea vincendo per 2-1, segna inoltre una doppietta decidendo la vittoria su 2-0 contro l'Astana, è autore del gol che porta il risultato a 3-1 nel successo contro l'Arsenal. Nella Coppa di Francia segna la rete del 2-2 contro il Brest, la vincitrice viene decisa ai rigori dove il Rennes si impone per 5-4, Sarr è tra i giocatori che segna dagli undici metri, nella semifinale contro il Lione il Rennes vince per 3-2, la prima rete viene segnata da M'Baye Niang grazie a un assist di Sarr, nella finale contro il Paris Saint-Germain che si conclude per 2-2 Sarr ha giocato tutto il match fino alla conclusione dei supplementari, infine Sarr segna il rigore del 6-5 che consegna la coppa al Rennes: per il senegalese si tratta del primo trofeo da professionista.

#### Watford e Olympique Marsiglia
L'8 agosto 2019 viene acquistato per 40 milioni di sterline dal Watford, trasferimento record per l'epoca per il club londinese.Nella sua prima stagione in Premier League, segna un gol battendo per 2-0 il Manchester United, realizza inoltre una doppietta sconfiggendo per 3-0 il Liverpool, la squadra tuttavia essendosi piazzata 19° in classifica, retrocede in seconda divisione. Nella Championship segna tredici reti, realizza un gol contro il Stoke City, il Coventry City e il Blackburn vincendo per 3-2 tutte e tre le partite, segna una doppietta prima battendo per 6-0 il Bristol City e poi un'altra decidendo la vittoria su 2-0 contro il Reading. La squadra si piazza seconda in classifica e torna a giocare in Premier League dove Sarr segna cinque gol, tra cui una doppietta contro il Norwich City vincendo per 3-1 ma la squadra precipita nella classifica retrocedendo nuovamente in seconda divisione. Nella sua ultima stagione in Championship con il Watford, Sarr segna dieci reti, l'ultimo nella sconfitta per 3-1 con il Cardiff City come avversario.
Il 24 luglio 2023 fa ritorno in Francia venendo acquistato dall'Olympique Marsiglia.Nell'Europa League realizza la rete del 2-0 sconfiggendo l'AEK Atene, segna un gol pure contro lo Šachtar vincendo per 3-1. Nel campionato francese riesce a segnare tre reti, il primo contro il Brest vincendo per 2-0, realizza un gol nel pareggio per 1-1 contro il Nates, inoltre è autore della rete del 3-0 battendo il Le Havre, inoltre Sarr serve l'assist vincente per Vitinha pemettendo a quest'ultimo di segnare il gol del 2-1 sconfiggendo il Reims.

#### Crystal Palace
Il 1º agosto 2024 viene acquistato dal Crystal Palace, facendo così ritorno in Inghilterra dopo un anno.Vince la FA Cup, nei quarti di finale segna una rete sconfiggendo il Fulham per 3-0, con lo stesso risultato si conclude la semifinale dove il Crystal Palace si impone sull'Aston Villa dove Sarr è l'uomo-partita con due gol e un assist vincente. La squadra vince la sua prima Community Shield giocando contro il Liverpool, Sarr segna la rete del 2-2 e, ai calci di rigore, è il secondo a realizzare il gol dal dischetto, con il Crystal Palace che vince per 3-2.

### Nazionale
Nel 2015, a 17 anni, prende parte con la nazionale Under-23 senegalese alla Coppa d'Africa di categoria giocata in Senegal, chiudendo al 4º posto dopo aver perso la semifinale con la Nigeria e la finale per il 3º posto con il Sudafrica. Esordisce in Nazionale maggiore il 3 settembre 2016 in una sfida valida per le qualificazioni alla Coppa d'Africa 2017 in casa a Dakar contro la Namibia, vinta per 2-0. Nel 2017 viene convocato per la Coppa d'Africa in Gabon. L'8 gennaio 2017 realizza la sua prima rete in Nazionale, in un'amichevole in preparazione alla Coppa a Brazzaville, nella Repubblica del Congo, contro la Libia, segnando al 63' realizza il suo primo gol in nazionale vincendo per 2-1. Nel 2018 viene convocato dal ct della nazionale senegalese Aliou Cissé per il campionato mondiale.
Conquista l'argento nel 2019 prendendo parte alla Coppa Africa dove realizza una sola rete, sconfiggendo il Kenya per 3-0.
Non viene inizialmente convocato per la Coppa d'Africa 2021 in quanto è stato trattenuto a Londra dal Watford per problemi fisici, salvo poi aggregarsi all'elenco dei convocati successivamente. Nel corso del torneo va a segno ai quarti nel successo per 3-1 contro la Guinea Equatoriale. Il Senegal arriva in finale e lui, al termine della contesa contro l'Egitto, si laurea campione d'Africa.
Nel novembre del 2022 viene incluso nella rosa senegalese partecipante ai Mondiali di calcio in Qatar. Durante la fase a gironi va in rete nella terza partita della nazionale africana, aprendo le marcature nella vittoria 1-2 l'Ecuador, che permette al Senegal di qualificarsi alla fase finale come secondo nel gruppo A.
Convocato per la Coppa d'Africa 2023, va a segno nel successo per 3-1 ai gironi contro il Camerun. I senegalesi sono stati eliminati agli ottavi ai rigori dalla Costa d'Avorio, con Sarr che non ha partecipato alla lotteria finale essendo stato sostituito durante i supplementari.
Il 10 giugno 2025 sigla una rete battendo in amichevole per 3-1 l'Inghilterra.

## Statistiche

### Presenze nei club
Statistiche aggiornate al 3 aprile 2025.
| Stagione        | Squadra             | Campionato      | Campionato | Campionato | Coppe nazionali | Coppe nazionali | Coppe nazionali | Coppe continentali | Coppe continentali | Coppe continentali | Altre coppe | Altre coppe | Altre coppe | Totale | Totale | Totale |
| Stagione        | Squadra             | Comp            | Pres       | Reti       | Comp            | Pres            | Reti            | Comp               | Pres               | Reti               | Comp        | Pres        | Reti        | Pres   | Reti   |        |
| --------------- | ------------------- | --------------- | ---------- | ---------- | --------------- | --------------- | --------------- | ------------------ | ------------------ | ------------------ | ----------- | ----------- | ----------- | ------ | ------ | ------ |
| 2016-2017       | Metz                | L1              | 31         | 5          | CdF+CdL         | 0+2             | 0+0             | -                  | -                  | -                  | -           | -           | -           | 33     | 5      |        |
| 2017-2018       | Rennes              | L1              | 24         | 5          | CdF+CdL         | 1+2             | 0+0             | -                  | -                  | -                  | -           | -           | -           | 27     | 5      |        |
| 2018-2019       | Rennes              | L1              | 35         | 8          | CdF+CdL         | 5+1             | 1+0             | UEL                | 9                  | 4                  | -           | -           | -           | 50     | 13     |        |
| Totale Rennes   | Totale Rennes       | Totale Rennes   | 59         | 13         |                 | 10              | 1               |                    | 9                  | 4                  |             | -           | -           | 78     | 18     |        |
| 2019-2020       | Watford             | PL              | 28         | 5          | FACup+CdL       | 0+2             | 0+1             | -                  | -                  | -                  | -           | -           | -           | 30     | 6      |        |
| 2020-2021       | Watford             | FLC             | 39         | 13         | FACup+CdL       | 1+0             | 0+0             | -                  | -                  | -                  | -           | -           | -           | 40     | 13     |        |
| 2021-2022       | Watford             | PL              | 22         | 5          | FACup+CdL       | 0+0             | 0+0             | -                  | -                  | -                  | -           | -           | -           | 22     | 5      |        |
| 2022-2023       | Watford             | FLC             | 39         | 10         | FACup+CdL       | 0+0             | 0+0             | -                  | -                  | -                  | -           | -           | -           | 39     | 10     |        |
| Totale Watford  | Totale Watford      | Totale Watford  | 128        | 33         |                 | 3               | 1               |                    | -                  | -                  |             | -           | -           | 131    | 34     |        |
| 2023-2024       | Olympique Marsiglia | L1              | 23         | 3          | CF              | 0               | 0               | UCL+UEL            | 2+10               | 0+2                | -           | -           | -           | 35     | 5      |        |
| 2024-2025       | Crystal Palace      | PL              | 32         | 8          | FACup+CdL       | 4+4             | 3+0             | -                  | -                  | -                  | -           | -           | -           | 40     | 11     |        |
| Totale carriera | Totale carriera     | Totale carriera | 273        | 62         |                 | 23              | 5               |                    | 21                 | 6                  |             | -           | -           | 327    | 73     |        |

### Cronologia presenze e reti in nazionale
| Cronologia completa delle presenze e delle reti in nazionale ― Senegal | Cronologia completa delle presenze e delle reti in nazionale ― Senegal | Cronologia completa delle presenze e delle reti in nazionale ― Senegal | Cronologia completa delle presenze e delle reti in nazionale ― Senegal | Cronologia completa delle presenze e delle reti in nazionale ― Senegal | Cronologia completa delle presenze e delle reti in nazionale ― Senegal | Cronologia completa delle presenze e delle reti in nazionale ― Senegal | Cronologia completa delle presenze e delle reti in nazionale ― Senegal |
| Data                                                                   | Città                                                                  | In casa                                                                | Risultato                                                              | Ospiti                                                                 | Competizione                                                           | Reti                                                                   | Note                                                                   |
| ---------------------------------------------------------------------- | ---------------------------------------------------------------------- | ---------------------------------------------------------------------- | ---------------------------------------------------------------------- | ---------------------------------------------------------------------- | ---------------------------------------------------------------------- | ---------------------------------------------------------------------- | ---------------------------------------------------------------------- |
| 3-9-2016                                                               | Dakar                                                                  | Senegal                                                                | 2 – 0                                                                  | Namibia                                                                | Qual. Coppa d'Africa 2017                                              | -                                                                      | 67’                                                                    |
| 8-1-2017                                                               | Brazzaville                                                            | Libia                                                                  | 1 – 2                                                                  | Senegal                                                                | Amichevole                                                             | 1                                                                      |                                                                        |
| 11-1-2017                                                              | Brazzaville                                                            | Rep. del Congo                                                         | 0 – 2                                                                  | Senegal                                                                | Amichevole                                                             | -                                                                      | 62’                                                                    |
| 15-1-2017                                                              | Franceville                                                            | Tunisia                                                                | 0 – 2                                                                  | Senegal                                                                | Coppa d'Africa 2017 - 1º turno                                         | -                                                                      | 62’                                                                    |
| 19-1-2017                                                              | Franceville                                                            | Senegal                                                                | 2 – 0                                                                  | Zimbabwe                                                               | Coppa d'Africa 2017 - 1º turno                                         | -                                                                      | 90’                                                                    |
| 23-1-2017                                                              | Franceville                                                            | Senegal                                                                | 2 – 2                                                                  | Algeria                                                                | Coppa d'Africa 2017 - 1º turno                                         | -                                                                      |                                                                        |
| 6-6-2017                                                               | Dakar                                                                  | Senegal                                                                | 0 – 0                                                                  | Uganda                                                                 | Amichevole                                                             | -                                                                      | 57’                                                                    |
| 10-6-2017                                                              | Dakar                                                                  | Senegal                                                                | 3 – 0                                                                  | Guinea Equatoriale                                                     | Qual. Coppa d'Africa 2019                                              | -                                                                      | 66’                                                                    |
| 2-9-2017                                                               | Dakar                                                                  | Senegal                                                                | 0 – 0                                                                  | Burkina Faso                                                           | Qual. Mondiali 2018                                                    | -                                                                      | 66’                                                                    |
| 5-9-2017                                                               | Ouagadougou                                                            | Burkina Faso                                                           | 2 – 2                                                                  | Senegal                                                                | Qual. Mondiali 2018                                                    | 1                                                                      |                                                                        |
| 23-3-2018                                                              | Kota Bharu                                                             | Senegal                                                                | 1 – 1                                                                  | Uzbekistan                                                             | Amichevole                                                             | -                                                                      | 79’                                                                    |
| 27-3-2018                                                              | Le Havre                                                               | Senegal                                                                | 0 – 0                                                                  | Bosnia ed Erzegovina                                                   | Amichevole                                                             | -                                                                      | 68’                                                                    |
| 31-5-2018                                                              | Lussemburgo                                                            | Lussemburgo                                                            | 0 – 0                                                                  | Senegal                                                                | Amichevole                                                             | -                                                                      | 65’                                                                    |
| 8-6-2018                                                               | Osijek                                                                 | Croazia                                                                | 2 – 1                                                                  | Senegal                                                                | Amichevole                                                             | 1                                                                      | 74’                                                                    |
| 11-6-2018                                                              | Grödig                                                                 | Senegal                                                                | 2 – 0                                                                  | Corea del Sud                                                          | Amichevole                                                             | -                                                                      | 63’                                                                    |
| 19-6-2018                                                              | Mosca                                                                  | Polonia                                                                | 1 – 2                                                                  | Senegal                                                                | Mondiali 2018 - 1º turno                                               | -                                                                      |                                                                        |
| 24-6-2018                                                              | Kazan'                                                                 | Senegal                                                                | 2 – 2                                                                  | Giappone                                                               | Mondiali 2018 - 1º turno                                               | -                                                                      |                                                                        |
| 28-6-2018                                                              | Samara                                                                 | Senegal                                                                | 0 – 1                                                                  | Colombia                                                               | Mondiali 2018 - 1º turno                                               | -                                                                      |                                                                        |
| 9-9-2018                                                               | Antananarivo                                                           | Madagascar                                                             | 2 – 2                                                                  | Senegal                                                                | Qual. Coppa d'Africa 2019                                              | -                                                                      | 75’                                                                    |
| 16-10-2018                                                             | Khartum                                                                | Sudan                                                                  | 0 – 1                                                                  | Senegal                                                                | Qual. Coppa d'Africa 2019                                              | -                                                                      |                                                                        |
| 23-3-2019                                                              | Dakar                                                                  | Senegal                                                                | 2 – 0                                                                  | Madagascar                                                             | Qual. Coppa d'Africa 2019                                              | -                                                                      | 86’                                                                    |
| 16-6-2019                                                              | Ismailia                                                               | Senegal                                                                | 1 – 0                                                                  | Nigeria                                                                | Amichevole                                                             | -                                                                      |                                                                        |
| 23-6-2019                                                              | Il Cairo                                                               | Senegal                                                                | 2 – 0                                                                  | Tanzania                                                               | Coppa d'Africa 2019 - 1º turno                                         | -                                                                      |                                                                        |
| 1-7-2019                                                               | Il Cairo                                                               | Kenya                                                                  | 0 – 3                                                                  | Senegal                                                                | Coppa d'Africa 2019 - 1º turno                                         | 1                                                                      |                                                                        |
| 5-7-2019                                                               | Il Cairo                                                               | Uganda                                                                 | 0 – 1                                                                  | Senegal                                                                | Coppa d'Africa 2019 - Ottavi di finale                                 | -                                                                      | 81’                                                                    |
| 14-7-2019                                                              | Il Cairo                                                               | Senegal                                                                | 1 – 0 dts                                                              | Tunisia                                                                | Coppa d'Africa 2019 - Semifinale                                       | -                                                                      | 68’                                                                    |
| 19-7-2019                                                              | Il Cairo                                                               | Senegal                                                                | 0 – 1                                                                  | Algeria                                                                | Coppa d'Africa 2019 - Finale                                           | -                                                                      |                                                                        |
| 10-10-2019                                                             | Singapore                                                              | Brasile                                                                | 1 – 1                                                                  | Senegal                                                                | Amichevole                                                             | -                                                                      | 90+3’                                                                  |
| 13-11-2019                                                             | Thiès                                                                  | Senegal                                                                | 2 – 0                                                                  | Rep. del Congo                                                         | Qual. Coppa d'Africa 2021                                              | -                                                                      | 56’                                                                    |
| 9-10-2020                                                              | Rabat                                                                  | Marocco                                                                | 3 – 1                                                                  | Senegal                                                                | Amichevole                                                             | 1                                                                      |                                                                        |
| 11-11-2020                                                             | Thiès                                                                  | Senegal                                                                | 2 – 0                                                                  | Guinea-Bissau                                                          | Qual. Coppa d'Africa 2021                                              | -                                                                      | 80’                                                                    |
| 15-11-2020                                                             | Bissau                                                                 | Guinea-Bissau                                                          | 0 – 1                                                                  | Senegal                                                                | Qual. Coppa d'Africa 2021                                              | -                                                                      | 79’                                                                    |
| 5-6-2021                                                               | Thiès                                                                  | Senegal                                                                | 3 – 1                                                                  | Zambia                                                                 | Amichevole                                                             | 1                                                                      |                                                                        |
| 8-6-2021                                                               | Thiès                                                                  | Senegal                                                                | 2 – 0                                                                  | Capo Verde                                                             | Amichevole                                                             | -                                                                      | 86’                                                                    |
| 1-9-2021                                                               | Thiès                                                                  | Senegal                                                                | 2 – 0                                                                  | Togo                                                                   | Qual. Mondiali 2022                                                    | -                                                                      | 88’                                                                    |
| 7-9-2021                                                               | Brazzaville                                                            | Rep. del Congo                                                         | 1 – 3                                                                  | Senegal                                                                | Qual. Mondiali 2022                                                    | 1                                                                      |                                                                        |
| 9-10-2021                                                              | Thiès                                                                  | Senegal                                                                | 4 – 1                                                                  | Namibia                                                                | Qual. Mondiali 2022                                                    | -                                                                      | 73’ 89’                                                                |
| 12-10-2021                                                             | Johannesburg                                                           | Namibia                                                                | 1 – 3                                                                  | Senegal                                                                | Qual. Mondiali 2022                                                    | -                                                                      |                                                                        |
| 11-11-2021                                                             | Lomé                                                                   | Togo                                                                   | 1 – 1                                                                  | Senegal                                                                | Qual. Mondiali 2022                                                    | -                                                                      |                                                                        |
| 14-11-2021                                                             | Thiès                                                                  | Senegal                                                                | 2 – 0                                                                  | Rep. del Congo                                                         | Qual. Mondiali 2022                                                    | 2                                                                      |                                                                        |
| 30-1-2022                                                              | Yaoundé                                                                | Senegal                                                                | 3 – 1                                                                  | Guinea Equatoriale                                                     | Coppa d'Africa 2021 - Quarti di finale                                 | 1                                                                      | 58’                                                                    |
| 2-2-2022                                                               | Yaoundé                                                                | Burkina Faso                                                           | 1 – 3                                                                  | Senegal                                                                | Coppa d'Africa 2021 - Semifinale                                       | -                                                                      | 65’                                                                    |
| 6-2-2022                                                               | Yaoundé                                                                | Senegal                                                                | 0 – 0 dts (4 – 2 dtr)                                                  | Egitto                                                                 | Coppa d'Africa 2021 - Finale                                           | -                                                                      | 77’                                                                    |
| 29-3-2022                                                              | Dakar                                                                  | Senegal                                                                | 1 – 0 dts (3 – 1 dtr)                                                  | Egitto                                                                 | Qual. Mondiali 2022                                                    | -                                                                      | 120+3’                                                                 |
| 4-6-2022                                                               | Diamniadio                                                             | Senegal                                                                | 3 – 1                                                                  | Benin                                                                  | Qual. Coppa d'Africa 2023                                              | -                                                                      |                                                                        |
| 7-6-2022                                                               | Kigali                                                                 | Ruanda                                                                 | 0 – 1                                                                  | Senegal                                                                | Qual. Coppa d'Africa 2023                                              | -                                                                      |                                                                        |
| 27-9-2022                                                              | Maria Enzersdorf                                                       | Senegal                                                                | 1 – 1                                                                  | Iran                                                                   | Amichevole                                                             | -                                                                      | 86’                                                                    |
| 21-11-2022                                                             | Doha                                                                   | Senegal                                                                | 0 – 2                                                                  | Paesi Bassi                                                            | Mondiali 2022 - 1º turno                                               | -                                                                      |                                                                        |
| 25-11-2022                                                             | Doha                                                                   | Qatar                                                                  | 1 – 3                                                                  | Senegal                                                                | Mondiali 2022 - 1º turno                                               | -                                                                      | 75’                                                                    |
| 29-11-2022                                                             | Al Rayyan                                                              | Ecuador                                                                | 1 – 2                                                                  | Senegal                                                                | Mondiali 2022 - 1º turno                                               | 1                                                                      |                                                                        |
| 4-12-2022                                                              | Al Khor                                                                | Inghilterra                                                            | 3 – 0                                                                  | Senegal                                                                | Mondiali 2022 - Ottavi di finale                                       | -                                                                      |                                                                        |
| 17-6-2023                                                              | Cotonou                                                                | Benin                                                                  | 1 – 1                                                                  | Senegal                                                                | Qual. Coppa d'Africa 2023                                              | -                                                                      | 80’                                                                    |
| 20-6-2023                                                              | Lisbona                                                                | Brasile                                                                | 2 – 4                                                                  | Senegal                                                                | Amichevole                                                             | -                                                                      |                                                                        |
| 25-3-2022                                                              | Il Cairo                                                               | Egitto                                                                 | 1 – 0                                                                  | Senegal                                                                | Qual. Mondiali 2022                                                    | -                                                                      |                                                                        |
| 16-10-2023                                                             | Lens                                                                   | Senegal                                                                | 1 – 0                                                                  | Camerun                                                                | Amichevole                                                             | -                                                                      | 78’                                                                    |
| 21-11-2023                                                             | Lomé                                                                   | Togo                                                                   | 0 – 0                                                                  | Senegal                                                                | Qual. Mondiali 2026                                                    | -                                                                      |                                                                        |
| 8-1-2024                                                               | Diamniadio                                                             | Senegal                                                                | 1 – 0                                                                  | Niger                                                                  | Amichevole                                                             | -                                                                      |                                                                        |
| 15-1-2024                                                              | Yamoussoukro                                                           | Senegal                                                                | 3 – 0                                                                  | Gambia                                                                 | Coppa d'Africa 2023 - 1º turno                                         | -                                                                      | 78’                                                                    |
| 19-1-2024                                                              | Yamoussoukro                                                           | Senegal                                                                | 3 – 1                                                                  | Camerun                                                                | Coppa d'Africa 2023 - 1º turno                                         | 1                                                                      | 82’                                                                    |
| 23-1-2024                                                              | Yamoussoukro                                                           | Guinea                                                                 | 0 – 2                                                                  | Senegal                                                                | Coppa d'Africa 2023 - 1º turno                                         | -                                                                      | 72’                                                                    |
| 29-1-2024                                                              | Yamoussoukro                                                           | Senegal                                                                | 1 – 1 dts (4 - 5 dtr)                                                  | Costa d'Avorio                                                         | Coppa d'Africa 2023 - Ottavi di finale                                 | -                                                                      | 96’                                                                    |
| 22-3-2024                                                              | Amiens                                                                 | Senegal                                                                | 3 – 0                                                                  | Gabon                                                                  | Amichevole                                                             | -                                                                      |                                                                        |
| 6-6-2024                                                               | Diamniadio                                                             | Senegal                                                                | 1 – 1                                                                  | RD del Congo                                                           | Qual. Mondiali 2026                                                    | 1                                                                      |                                                                        |
| 9-6-2024                                                               | Nouakchott                                                             | Mauritania                                                             | 0 – 1                                                                  | Senegal                                                                | Qual. Mondiali 2026                                                    | -                                                                      |                                                                        |
| 6-9-2024                                                               | Diamniadio                                                             | Senegal                                                                | 1 – 1                                                                  | Burkina Faso                                                           | Qual. Coppa d'Africa 2025                                              | -                                                                      | 69’                                                                    |
| 9-9-2024                                                               | Lilongwe                                                               | Burundi                                                                | 0 – 1                                                                  | Senegal                                                                | Qual. Coppa d'Africa 2025                                              | 1                                                                      |                                                                        |
| 11-10-2024                                                             | Dakar                                                                  | Senegal                                                                | 4 – 0                                                                  | Malawi                                                                 | Qual. Coppa d'Africa 2025                                              | -                                                                      |                                                                        |
| 15-10-2024                                                             | Lilongwe                                                               | Malawi                                                                 | 0 – 1                                                                  | Senegal                                                                | Qual. Coppa d'Africa 2025                                              | -                                                                      | 70’                                                                    |
| 14-11-2024                                                             | Bamako                                                                 | Burkina Faso                                                           | 0 – 1                                                                  | Senegal                                                                | Qual. Coppa d'Africa 2025                                              | -                                                                      | 64’                                                                    |
| 22-3-2025                                                              | Bengasi                                                                | Sudan                                                                  | 0 – 0                                                                  | Senegal                                                                | Qual. Mondiali 2026                                                    | -                                                                      | 79’                                                                    |
| 25-3-2025                                                              | Dakar                                                                  | Senegal                                                                | 2 – 0                                                                  | Togo                                                                   | Qual. Mondiali 2026                                                    | -                                                                      | 74’                                                                    |
| 6-6-2025                                                               | Dublino                                                                | Irlanda                                                                | 1 – 1                                                                  | Senegal                                                                | Amichevole                                                             | 1                                                                      | 63’                                                                    |
| 10-6-2025                                                              | West Bridgford                                                         | Inghilterra                                                            | 1 – 3                                                                  | Senegal                                                                | Amichevole                                                             | 1                                                                      | 70’                                                                    |
| Totale                                                                 |                                                                        | Presenze (8º posto)                                                    | 73                                                                     |                                                                        | Reti (8º posto)                                                        | 16                                                                     |                                                                        |

| Cronologia completa delle presenze e delle reti in nazionale ― Senegal under 23 | Cronologia completa delle presenze e delle reti in nazionale ― Senegal under 23 | Cronologia completa delle presenze e delle reti in nazionale ― Senegal under 23 | Cronologia completa delle presenze e delle reti in nazionale ― Senegal under 23 | Cronologia completa delle presenze e delle reti in nazionale ― Senegal under 23 | Cronologia completa delle presenze e delle reti in nazionale ― Senegal under 23 | Cronologia completa delle presenze e delle reti in nazionale ― Senegal under 23 | Cronologia completa delle presenze e delle reti in nazionale ― Senegal under 23 |
| Data                                                                            | Città                                                                           | In casa                                                                         | Risultato                                                                       | Ospiti                                                                          | Competizione                                                                    | Reti                                                                            | Note                                                                            |
| ------------------------------------------------------------------------------- | ------------------------------------------------------------------------------- | ------------------------------------------------------------------------------- | ------------------------------------------------------------------------------- | ------------------------------------------------------------------------------- | ------------------------------------------------------------------------------- | ------------------------------------------------------------------------------- | ------------------------------------------------------------------------------- |
| 28-11-2015                                                                      | Dakar                                                                           | Senegal under 23                                                                | 3 – 1                                                                           | Sudafrica under 23                                                              | Coppa d'Africa Under-23 2015 - 1º turno                                         | -                                                                               |                                                                                 |
| 1-12-2015                                                                       | Dakar                                                                           | Tunisia under 23                                                                | 0 – 2                                                                           | Senegal under 23                                                                | Coppa d'Africa Under-23 2015 - 1º turno                                         | -                                                                               |                                                                                 |
| 9-12-2015                                                                       | Dakar                                                                           | Senegal under 23                                                                | 0 – 1                                                                           | Nigeria under 23                                                                | Coppa d'Africa Under-23 2015 - Semifinale                                       | -                                                                               |                                                                                 |
| 12-12-2015                                                                      | Dakar                                                                           | Senegal under 23                                                                | 0 – 0 dts (1 – 3 dtr)                                                           | Sudafrica under 23                                                              | Coppa d'Africa Under-23 2015 - Finale 3º posto                                  | -                                                                               |                                                                                 |
| Totale                                                                          |                                                                                 | Presenze                                                                        | 4                                                                               |                                                                                 | Reti                                                                            | 0                                                                               |                                                                                 |

## Palmarès

### Club

#### Competizioni nazionali
- Coppa di Francia: 1

Rennes: 2018-2019
- Coppa d'Inghilterra: 1

Crystal Palace: 2024-2025
- Community Shield: 1

Crystal Palace: 2025

### Nazionale
- Coppa d'Africa: 1

Camerun 2021